# Statues de Sperlonga

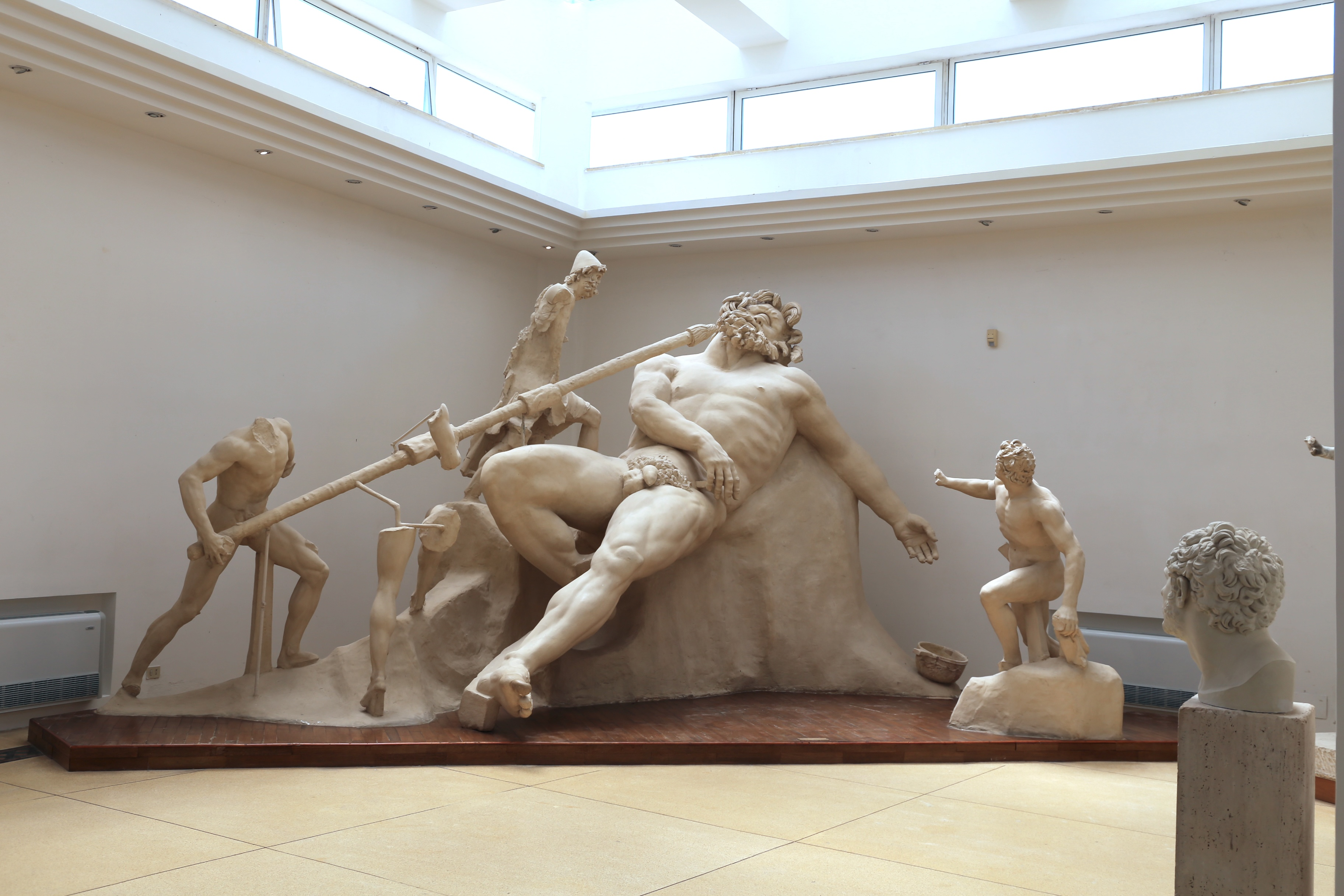
Le groupe central au musée à Sperlonga en Italie, comprenant l'« aveuglement de Polyphème ». Le « porteur de vin » se trouve à la droite et est vu de dos. (Reconstitution arbitraire du groupe)

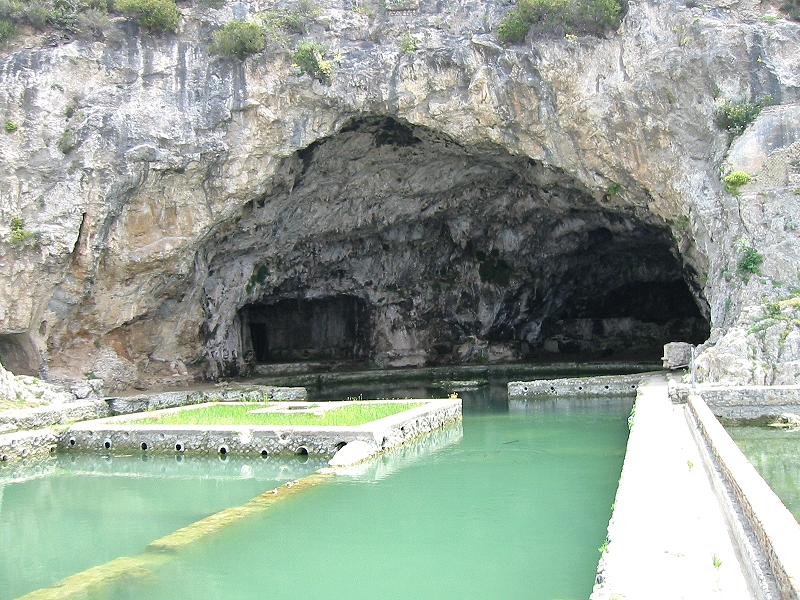
La grotte et le bassin d'eau en 2006, le triclinium est recouvert d'herbes. L'îlot « Scylla » se trouve dans la grotte.

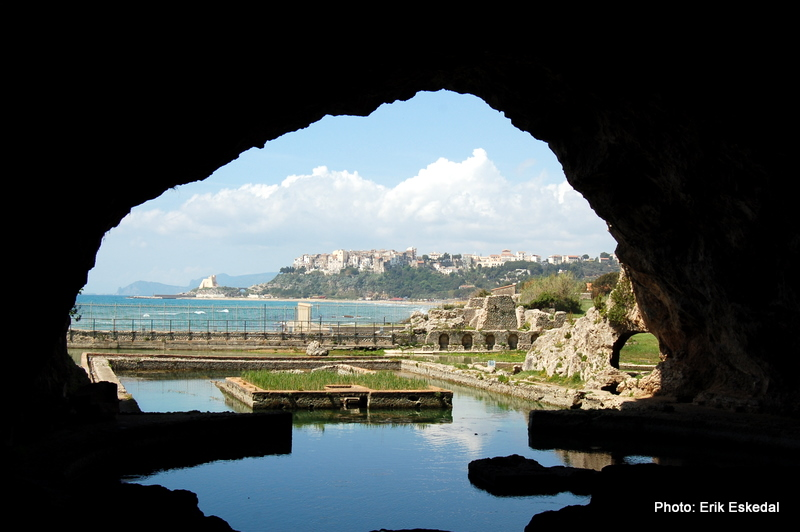
Vue depuis l'intérieur de la grotte

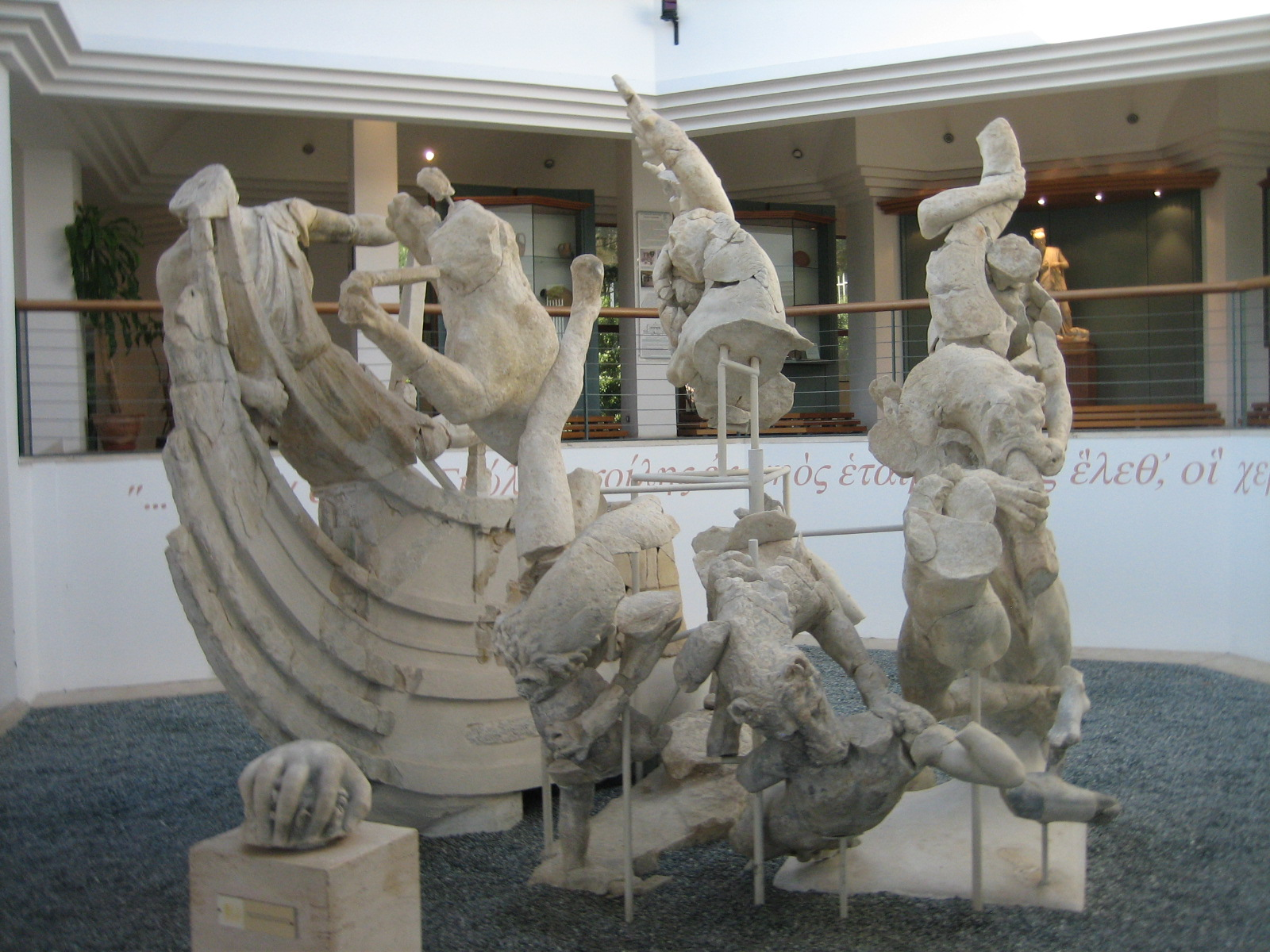
Le « groupe Scylla ». (Reconstitution arbitraire du groupe)

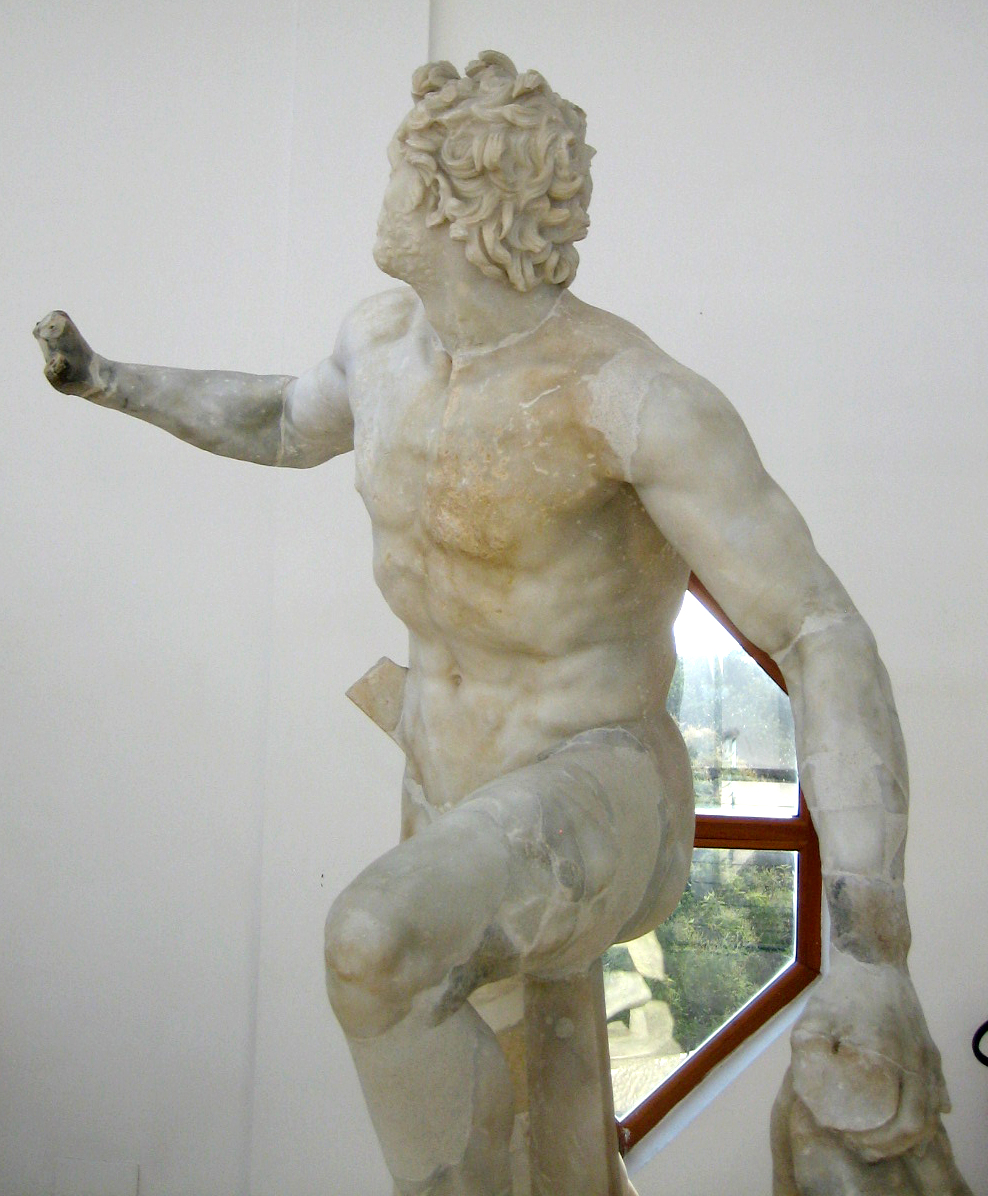
Le « porteur de vin ».

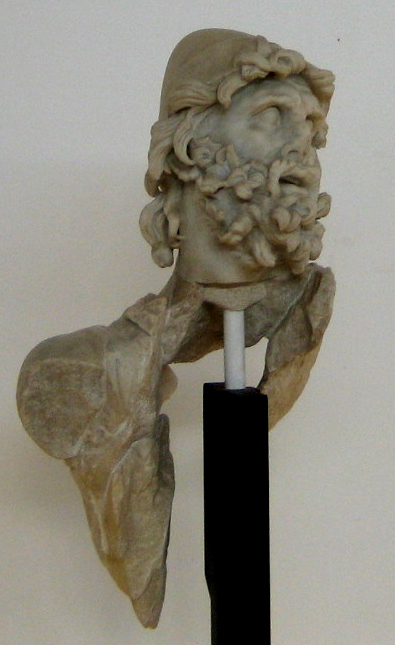
Reconstitution de la sculpture d'Ulysse du « groupe Polyphème ».

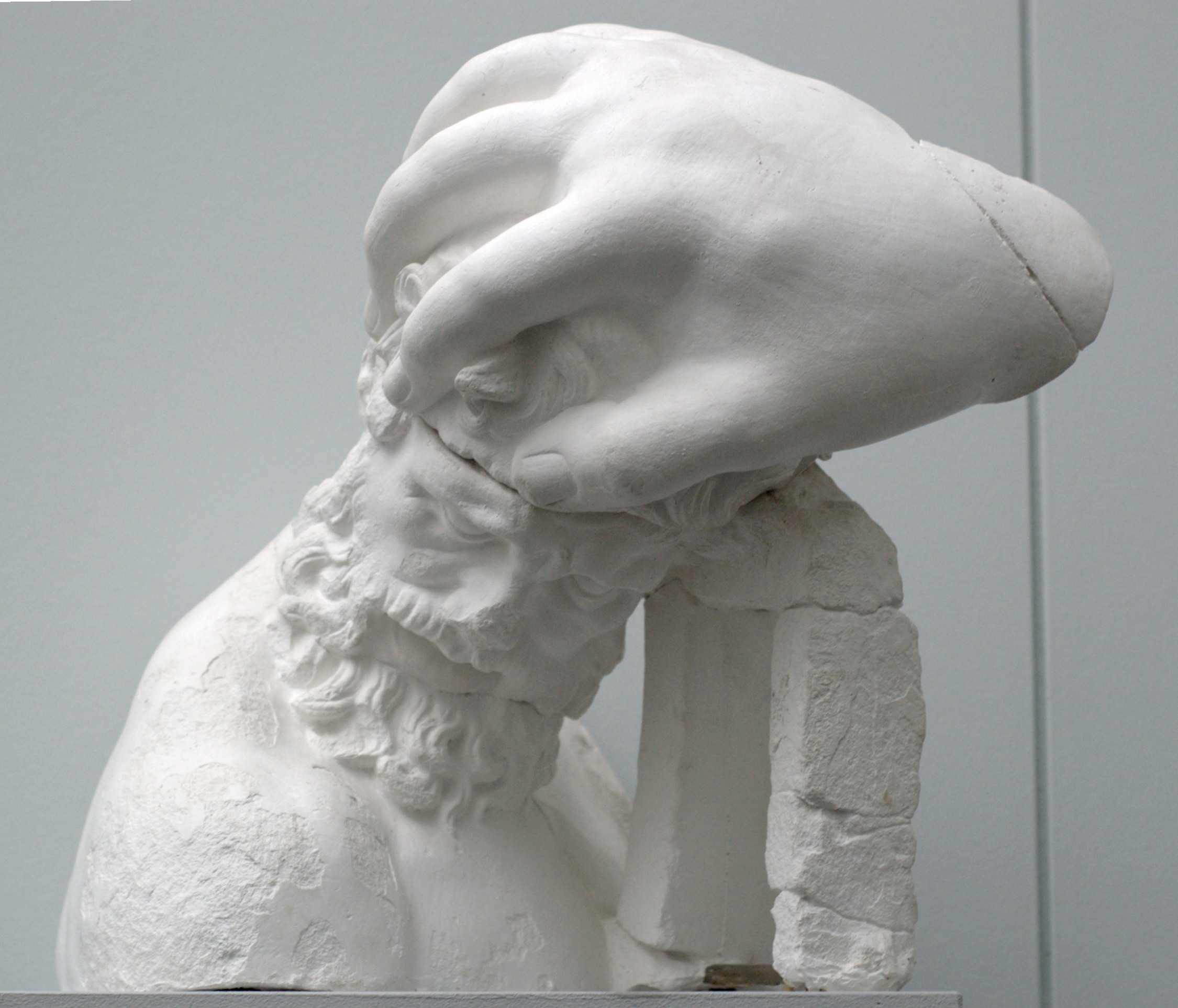
La main de Scylla tient une tête. (Reconstitution arbitraire)

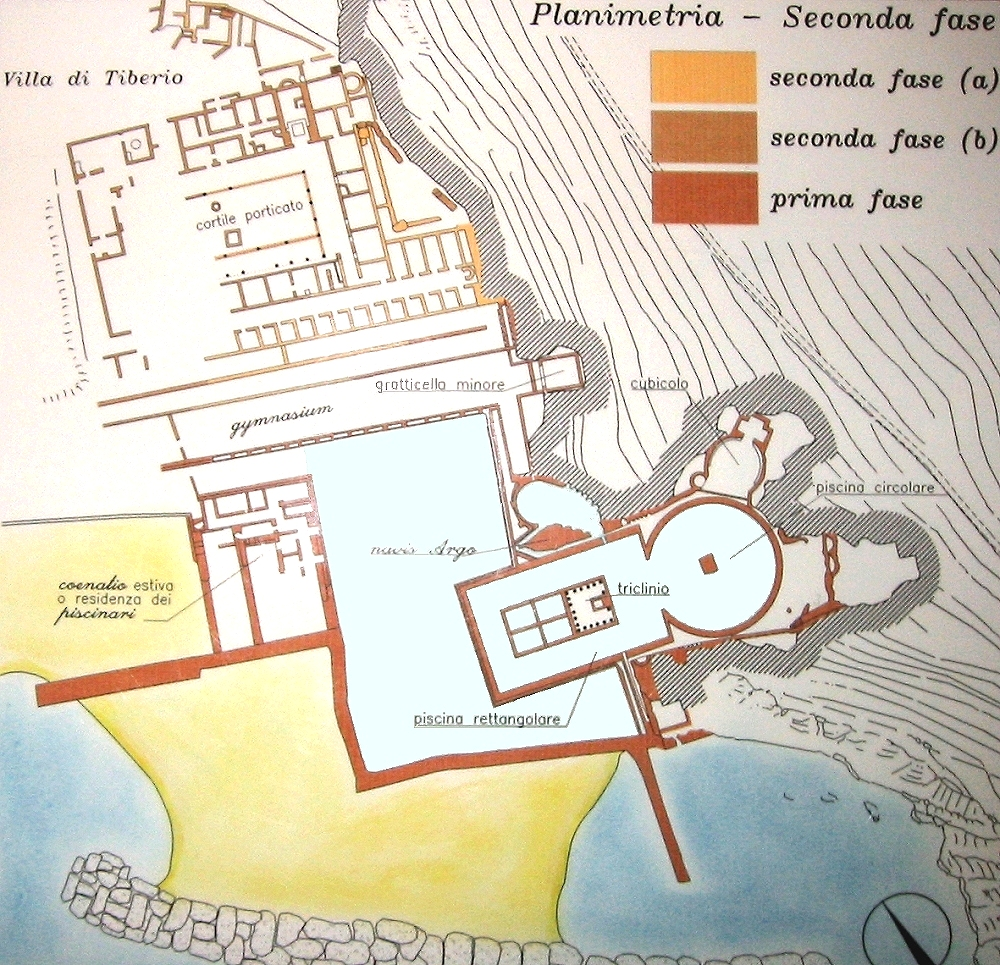
Plan de la villa et de la grotte.

Les statues de Sperlonga sont un vaste ensemble de sculptures découvertes en 1957 à Sperlonga, dans la province de Latina (Latium) en Italie, sous les ruines d'une villa de l'empereur romain Tibère. 

## Historique de la découverte
Reconstituées, les sculptures riches en détails ont été regroupées à l'intérieur d'une vaste grotte naturelle qui a servi pour les repas de Tibère et qui fait face à la mer. Les groupes symbolisent différents moments de l'Odyssée d'Homère. Même si elles sont du style baroque hellénistique, elles auraient été exécutés au début de la période impériale romaine. Tacite et Suétone ont rapporté que la grotte s'est effondrée en 26 et que Tibère a failli mourir. C'est à ce moment ou lors d'un effondrement ultérieur que les sculptures ont été réduites en fragments, ce qui explique pourquoi des morceaux manquent aux reconstitutions modernes. Un musée a été créé à Sperlonga en 1963 pour exposer les sculptures et d'autres artefacts de la villa, selon des dispositions que Mary Beard, spécialiste de l'histoire de la Méditerranée ancienne, a décrit comme des « réinventions créatives ».

## Description
Les sculptures sont réparties en quatre groupes principaux autour d'un bassin circulaire artificiel qui occupe la majeure partie de la grotte. Le bassin est relié à un plus grand bassin à l'extérieur. Au fond de la grotte se trouve un groupe appelé l'« aveuglement de Polyphème » (opération exécutée par Ulysse et ses hommes) dont la pièce centrale est Polyphème allongé à cause de son ivresse. Plus proche de la sortie de la grotte, sur un îlot au milieu d'un bassin, se trouve un groupe qui décrit l'attaque de Scylla contre le navire d'Ulysse. Plus près encore de l'entrée de la grotte, sur ses côtés, se trouvent le « groupe Pasquino » qui décrit Ulysse transportant le corps d'Achille après une bataille, et le groupe qui décrit la trahison de Diomède par Ulysse et ses hommes une fois qu'ils ont volé l'idole Palladium de la ville de Troie pendant son siège par les Grecs.

## Les sculpteurs
Une inscription sur le navire dans le groupe Scylla porte les noms de trois sculpteurs : « Athenodoros, fils d'Agesander », « Agesandros, fils de Paionios » (Paionios est un nom rare) et « Polydoros, fils de Polydoros ». Ce sont les trois mêmes noms, mais pas dans le même ordre, que Pline l'Ancien indique comme étant les sculpteurs du groupe du Laocoon et de ses fils. Ce groupe, appartenait à l'empereur Titus vers 70 EC, et il est généralement considéré comme le célèbre groupe mis au jour à Rome en 1506 et maintenant dans les Musées du Vatican. Pline les énumère dans l'ordre Agésandros, Athénodoros et Polydoros, sans parler de filiations, mais disant qu'ils étaient originaires de l'île grecque de Rhodes.
On pense qu'une stricte ancienneté régissait la séquence des noms dans de tels cas et, sauf simple erreur de Pline, qu'il ne peut pas s'agir du même Agésandre chez Pline, où Agésandre est cité en premier, et Sperlonga, où Agésandre vient en deuxième position. Il était courant que les Rhodiens portent le nom de leurs grands-pères, les mêmes noms alternant sur plusieurs générations pendant plusieurs siècles. Une inscription sur le socle d'une statue de Lindos, fermement datée de 42 AEC, indique "Athénodore, fils d'Agesander", mais encore une fois, on ne sait pas comment ces deux noms se rapportent aux autres références - en fait, les deux noms étaient très courants à Rhodes. , bien que peu fréquent ailleurs. A l'inverse, Polydoros, le dernier nommé dans les deux inscriptions, est un nom grec commun, mais beaucoup moins commun à Rhodes. Ce sculpteur ne semble connu que de Pline et à Sperlonga. Par contre un Athénodoros était évidemment célèbre, enregistré sur plusieurs socles de sculptures (tous trouvés sans leurs sculptures), et plus comme une étiquette ou une légende que comme une signature. Dans certains cas, il est à nouveau « Athénodoros, fils d'Agésandros ». C'est aussi le nom d'un prêtre enregistré dans une inscription à Lindos datable de 22 AEC, qui mentionne également un possible frère « Agesander, fils d'Agesander » ; l'un ou l'autre aurait pu être également sculpteur, ou non.
Les sculptures de Sperlonga sont dans un style similaire à celui du Laocoon, mais avec de nombreuses différences significatives, notamment en termes de qualité, étant inégales mais portant les indices d'une compétence et d'une finition bien inférieures au Locoon, bien que l'ensemble soit également considérablement plus grand et aurait nécessité de nombreux assistants pour les trois maîtres qui dirigeaient le chantier

### Citations originales
1. ↑  (en) « creative reinventions »